# 日本タクシー (岐阜県)
株式会社日本タクシー（にほんタクシー）は、岐阜県岐阜市に本社を置く、タクシー・ハイヤー・貸切観光バス・介護タクシー・整備工場を経営する企業である。通称「日タク」。岐阜市コミュニティバスの運行を委託されている。
大阪市にある日本タクシー（にっぽんタクシー）との関連性はない。

## 概要

### 本社所在地
- 本社 岐阜市鶴田町3丁目7番地1

### 事業区域
- 岐阜交通圏（主要）

岐阜市・羽島市・瑞穂市・山県市・本巣市・羽島郡

### 関連会社（グループ企業）
- 日タク ホームサービス　岐阜市
- 日タク観光バス　岐阜市
- 日タク 整備　岐阜市

### かつての関連会社
- 3社とも、2017年5月12日付でスイトトラベルへ全株式を譲渡[1]。
  - 新太田タクシー株式会社　美濃加茂市太田町4361番地
  - 多治見タクシー株式会社　多治見市池田町5丁目275番地
  - 可児タクシー株式会社　可児市広見1652番地1

## 岐阜市コミュニティバス
日本タクシーは、岐阜市コミュニティバスのうち、2017年3月現在はすべての路線の試験運行、本運行を行っている。